# Neptunustoren
De Neptunustoren (Frans: Tour Neptune) is het overblijfsel van een Romeinse toren in het Belgische Aarlen. De toren is (net zoals de Jupitertoren) een restant van de 4 meter dikke omwalling van het Romeinse castrum en werd ontdekt tijdens opgravingen in 1948. In een klein museum aan de Grand-Place worden de resten tentoongesteld van de toren. Er is ook een bas-reliëf van Neptunus te zien en dertien andere stenen die werden ontdekt bij de toren en de muur. Sinds 27 juni 2019 is de toren een beschermd monument.